# Prøvestenen
 For alternative betydninger, se Prøvesten (flertydig). (Se også artikler, som begynder med Prøvesten)
Prøvestenen er en stor kunstig ø med et fort, hvis opgave oprindeligt var at beskytte indsejlingen til København.
Prøvestenens historie begyndte i 1713, da det besluttedes at opføre et søfort øst for Amagers kyst. Man sænkede flydedokken "Prøvestenen", som skulle fungere som forsvarsværk.
Anlægget gik i forfald, og først 1859-1863 blev der lavet en kunstig ø og et fort, tegnet af Ferdinand Meldahl. Sammen med Mellemfortet er det Danmarks ældste betonanlæg.
Selve øen blev opbygget ved at sætte et par udtjente linjeskibe på grund.
I 1922 blev Prøvestenen nedlagt som forsvarsværk, og Prøvestensfortet blev købt af Søværnet og tjente herefter til opbevaring af olie og benzin.
Københavns Havnevæsen overtog i 1933 de nedlagte søforter.
Prøvestenen rummer i dag Københavns oliehavn, men efter oliekrisen i 1970'erne og udvinding af olie i Nordsøen er distributionen ændret radikalt, og der er ikke længere behov for mange af de store tankanlæg.
Fredag den 18. januar 2008 skete der et kraftigt olieudslip fra Prøvestenen, hvor formentlig flere hundrede tusinde liter olie løb ud i Øresund. Uheldet skete, da der gik hul på en slange ud til en olietanker. Olien flød nordpå forbi Hellerup, Skovshoved og helt til Hven. Takket være den lave vandtemperatur kunne en stor del af olien samles op i klumper af de to danske miljøskibe Gunnar Thorsson og Mette Miljø samt det svenske miljøskib KBV-48, men en del drev i land på kysten mellem Helsingborg og Landskrona i Sverige.
Der er en lille vindmøllepark bestående af tre vindmøller.

## Ekstern henvisning
- Københavns Befæstning, Prøvestenen.
- Københavns befæstning 1880-1920

| I vest lå Vestvolden | I nord lå Garderhøj Fort, Lyngbyfortet og Fortunfortet   | I nordøst lå Taarbæk Fort, Hvidøre og Charlottenlund FortI øst lå Middelgrundsfortet, Trekroner og FlakfortetI sydøst på Amager lå Prøvestenen, Kastrup Fort, Dragør Fort og Kongelundsfortet |
| I vest lå Vestvolden | Bygherre: J.B.S. Estrup (grønt for land - blåt for vand) | I nordøst lå Taarbæk Fort, Hvidøre og Charlottenlund FortI øst lå Middelgrundsfortet, Trekroner og FlakfortetI sydøst på Amager lå Prøvestenen, Kastrup Fort, Dragør Fort og Kongelundsfortet |
| I vest lå Vestvolden | I syd lå Mosede Fort                                     | I nordøst lå Taarbæk Fort, Hvidøre og Charlottenlund FortI øst lå Middelgrundsfortet, Trekroner og FlakfortetI sydøst på Amager lå Prøvestenen, Kastrup Fort, Dragør Fort og Kongelundsfortet |

55°40′43″N 12°38′04″Ø / 55.67861°N 12.63444°Ø